# Саравале
Саравале (рум. Saravale) — комуна у повіті Тіміш в Румунії. До складу комуни входить єдине село Саравале.
Комуна розташована на відстані 456 км на північний захід від Бухареста, 51 км на північний захід від Тімішоари.

## Населення
У 2009 році у комуні проживали 2639 осіб.

## Зовнішні посилання
- Дані про комуну Саравале на сайті Ghidul Primăriilor